# Tiefegraben
Der Tiefegraben ist ein knapp einen Kilometer langer Auengraben linksseits der Bühler im Gebiet der Gemeinde Bühlerzell im Landkreis Schwäbisch Hall im nordöstlichen Baden-Württemberg, der halben Wegs zwischen dem Bühlerzeller Weiler Heilberg und Bühlerzell selbst in diese mündet. Über ihn entwässern zwei Bäche aus linken Nebentälern in die Bühler. 

## Geographie

### Verlauf
Der Tiefegraben geht bei der Heilberger Häusergruppe um die Straße Im Wiesengrund nach links vom Klingenbach nordnordwestwärts ab, der dort nur hundert Meter vor seiner Mündung in die Bühler in seiner letzten Windung von Nordnordwest- auf Nordostlauf wechselt. Gewöhnlich dürfte es keinen Abfluss aus ihm in den Tiefegraben geben, da der Klingenbach auf dem Grund eines rund drei Meter tiefen, anscheinend künstlich v-förmig eingeböschten Grabens läuft. Vermutlich wird der Tiefegraben, dessen offener Lauf erst jenseits einer Siedlungsstraße einsetzt, dort also nur bei Hochwasser aus dem Klingenbach gespeist.
Der Tiefebach läuft durch das Gelände eines Anwesens und erreicht dann etwa 50 Meter vom Klingenbach entfernt den nördlichen Ortsrand. Er folgt als zunächst nur unscheinbarer Grasgraben einem Wirtschaftsweg im Gewann Tiefe zur ehemaligen Mühle von Heilberg auf der anderen Seite der Bühler. Diese läuft in engen Schlingen meist am rechten Hangfuß der recht breiten Wiesenaue, während der Tiefebach, bald ohne begleitenden Weg, mit selteneren Richtungswechseln in der Auenmitte oder links davon ungefähr parallel zu ihr und in durchweg weniger als 150 Metern Abstand von ihr durch die feuchten Wiesen zieht. Nach etwa der Hälfte des Laufs mündet von links aus einem südlich von Trögelsberg einsetzenden Wiesental der erst im unteren Nebental einsetzende kurze Steinbach. Gleich danach liegen in einem baumumstandenen Grundstück links des Laufs zwei flache, zur Austrocknung neigende Teiche von zusammen über 0,1 ha Fläche.
Weiter abwärts mündet von links der Graben einer Hangquelle am unteren Waldrand des östlich von Trögelsberg den Hang herabreichenden Hasenbühls. Danach strebt der Tiefegraben in nordöstlichem Lauf zur Bühler und nimmt weniger als 50 Meter vor dieser aus einem großen linken Seitental den Gunzenbach auf, der seine eigene Länge und sein Einzugsgebiet bis dorthin übertrifft und zwischen Trögelsberg und dem nordwestlich davon liegenden Imberg aus zwei unbeständigen Oberläufen zusammenfließt.
Schließlich mündet der Tiefebach nach etwa 0,8 km langem Lauf mit mittleren Sohlgefälle von etwa 4 ‰ rund drei Meter unterhalb seines Ursprungs bei Heilberg noch vor Bühlerzell von links in die obere Bühler.

### Einzugsgebiet
Der Tiefegraben hat ein Einzugsgebiet von etwa 1,8 km² Größe, zu dem seine Zuflüsse Steinbach und danach vor allem Gunzenbach den größten Teil beitragen. Es liegt, naturräumlich gesehen, im Unterraum Limpurger Berge der Schwäbisch-Fränkischen Waldberge. Der höchste Punkt an seiner Westecke im Kugelwald südwestlich von Wurzelhof erreicht etwa 490 m ü. NHN.
Das gesamte Einzugsgebiet gehört zur Gemeinde Bühlerzell. Am Lauf liegen nur zu Beginn einige Häuser des Weilers Heilberg, das wie die Talaue und die flusstalnahen Bergsporne in der Bühlerzeller Teilgemarkung liegt. Daneben liegen vier kleine Siedlungsplätze in der Teilgemarkung von Geifertshofen, nämlich der Weiler Trögelsberg auf dem Sporn zwischen Steinbach- und Gunzenbachtal sowie der Hof Wurzelbühl und die Weiler Wurzelhof und Imberg über der opberen Talmulde des Gunzenbachs.
In der Flussaue und in den Seitentalmulden gibt es fast nur Wiesen und Weiden. An den Flanken des Gunzenbachtals liegen zwei Hangwaldinseln und im westlichen Einzugsgebiet nehmen die Gewanne Stockwäldle und Kugelwald eines sich außerhalb westwärts weit fortsetzenden Waldgebietes die größten Höhen ein. Auf der flachen Hochebene dazwischen um die drei Höhenweiler dominiert der Ackerbau.

### Zuflüsse und Seen
Liste der Zuflüsse und  Seen von der Quelle zur Mündung. Gewässerlänge, Seefläche, Einzugsgebiet und Höhe nach den entsprechenden Layern auf der Onlinekarte der LUBW. Andere Quellen für die Angaben sind vermerkt.
Ursprung des Tiefebachs auf wenig über 390 m ü. NHN an der Häusergruppe um die Straße Im Wiesengrund von Bühlerzell-Heilberg als linker Hochwasserabzweig des mündungsnahen Klingenbachs.
- Steinbach, von links und Westen auf etwa 387 m ü. NHN am Steigenfuß des Feldwegs von Heilberg über das Hasenbühl nach Trögelsberg, ca. 0,3 km[LUBW 5] und über 0,3 km². Entspringt einer Hangquelle auf etwa 408 m ü. NHN an der Steingäßleshalde.
- Passiert gleich darauf zwei baumumstandene Teiche, zusammen über 0,1 ha.
- (Quellabfluss vom Rand des Hasenbühls), von links auf etwa 385 m ü. NHN, ca. 0,3 km[LUBW 5] und unter 0,1 km². Entspringt einer Hangquelle auf etwa 408 m ü. NHN unter einem Einzelbaum vor der unteren Waldgrenze des Hasenbühls.
- Gunzenbach, von links und Westen auf etwa 384 m ü. NHN wenige Schritte vor der Mündung, 1,1 km und ca. 1,2 km². Entsteht auf etwa 417 m ü. NHN zwischen Trögelsberg und Imberg im unteren Rand des Hangwaldes östlich von Wurzelbühl. Dort laufen eine ganz bewaldete Klinge von Südwesten und eine halbseits bewaldete von Nordwesten zusammen, beide um einen halben Kilometer lang und mit nur periodischem Wasserfluss.

Mündung des Tiefegrabens von links und zuletzt Südwesten auf ca. 387 m ü. NHN zwischen Heilberg und Bühlerzell in die obere Bühler. Der Auengraben ist 0,8 km lang und hat ein ca. 1,8 km² großes Einzugsgebiet.

## Geologie
Das Einzugsgebiet liegt zur Gänze im Mittelkeuper. Dessen oberste vorkommende Schicht sind die Obere Bunte Mergel (Mainhardt-Formation) der als Schichtinsel um den höchsten Punkt im höchstenb Punkt in der Westecke des Einzugsgebietes liegt. Darunter bedeckt Kieselsandstein (Hassberge-Formation) den übrigens Teil der Hochfläche um die vier Höhensiedlungsplätze, diese erstreckt sich auch weit auf die Sporne um die zwei zulaufenden Täler; östlich vom Imberg wurde darin im Gewann Lengfeld früher eine Sandgrube betrieben, deren niedrige Einböschung teils noch im Gelände erkennbar ist. An den steilen oberen Talhängen darunter streichen Untere Bunte Mergel (Steigerwald-Formation) aus, an der mittleren darunter ist die Geländeneigung im Bereich des Schilfsandsteins (Stuttgart-Formation) merklich flacher. Die unterste mesozoische Schicht ist der Gipskeuper (Grabfeld-Formation) an den unteren Hängen.
Auf dem Talgrund liegt ein breiter Streifen aus Auenlehm, in dem der Tiefegraben fließt. Der der beiden Nebentäler ist mit angeschwemmtem Material erfüllt, ohne dass im Gelände vor diesen abgelagerte Schwemmkegel auffielen.

## Natur und Schutzgebiete
An Tiefenbach und seinen zwei Zuläufen steht sporadisch Gehölz, am meisten am Gunzenbach, an dem auch etliche hohe Bäume teils in Gruppen stehen. In der Aue und am linken Hang gibt es Nasswiesen, an den Hängen auch einige Hecken und kleine Quellen.
Das ganze Einzugsgebiet liegt im Naturpark Schwäbisch-Fränkischer Wald, das mittlere und östliche im Landschaftsschutzgebiet Oberes Bühlertal mit Nebentälern und angrenzenden Gebieten.

### LUBW
Amtliche Online-Gewässerkarte mit passendem Ausschnitt und den hier benutzten Layern: Lauf und Einzugsgebiet des Tiefegrabens

Allgemeiner Einstieg ohne Voreinstellungen und Layer: Daten- und Kartendienst der Landesanstalt für Umwelt Baden-Württemberg (LUBW) (Hinweise)
1. 1 2 3 4 5  Höhe nach dem Höhenlinienbild auf dem Hintergrundlayer Topographische Karte.
2. 1 2 3  Länge nach dem Layer Gewässernetz (AWGN).
3. 1 2  Einzugsgebiet abgemessen auf dem Hintergrundlayer Topographische Karte.
4. ↑  Seefläche nach dem Layer Stehende Gewässer.
5. 1 2  Länge abgemessen auf dem Hintergrundlayer Topographische Karte.
6. ↑  Schutzgebiete nach den einschlägigen Layern, Natur teilweise nach dem Layer Biotop.

### Andere Belege
1. ↑  Abfluss-BW - Daten und Karten
2. ↑  Wolf-Dieter Sick: Geographische Landesaufnahme: Die naturräumlichen Einheiten auf Blatt 162 Rothenburg o. d. Tauber. Bundesanstalt für Landeskunde, Bad Godesberg 1962. → Online-Karte (PDF; 4,7 MB)
3. ↑  Hansjörg Dongus: Geographische Landesaufnahme: Die naturräumlichen Einheiten auf Blatt 171 Göppingen. Bundesanstalt für Landeskunde, Bad Godesberg 1961. → Online-Karte (PDF; 4,3 MB)
4. ↑  Geologie nach den Layern zu Geologische Karte 1:50.000 auf: Mapserver des Landesamtes für Geologie, Rohstoffe und Bergbau (LGRB) (Hinweise)